# Sołotwina
Sołotwina (ukr. Солотвин, Sołotwyn) – osiedle typu miejskiego w południowo-zachodniej części Ukrainy, rozmieszczone 15 km na południe od Bohorodczan nad rzeką Bystrzycą Sołotwińską przedproża pasma Gorganów (obwód iwanofrankiwski).
W 1989 liczyło 4000 mieszkańców. W 2013 liczyło 3930 mieszkańców.
Częścią Sołotwiny jest dawniej samodzielna wieś i gmina Zarzecze nad Bystrzycą.

## Historia
Pierwszy zapis pisemny datowany jest w XII wieku. Znana jest z kopalni soli (wydobycie w XVIII wieku).
W okresie międzywojennym miejscowość była siedzibą gminy wiejskiej Sołotwina w powiecie nadwórniańskim, w województwie stanisławowskim. 
W 1921 r. miejscowość liczyła prawie 3000 mieszkańców, w tym 10% Polaków i 20% Żydów. Pozostali to Ukraińcy. Od września 1939 do 1941 wieś znajdowała się pod okupacją sowiecką, a później od 1941 do 1944 pod okupacją niemiecką. W lutym 1940 r. NKWD aresztowało i zamordowało Juliana Urbanowskiego, em. oficera Policji Państwowej. W latach 1943–1944 z rąk nacjonalistów ukraińskich z OUN - UPA zginęło łącznie 48 Polaków. W latach 1945–1991 Sołotwina znajdowała się w Ukraińskiej SRR.

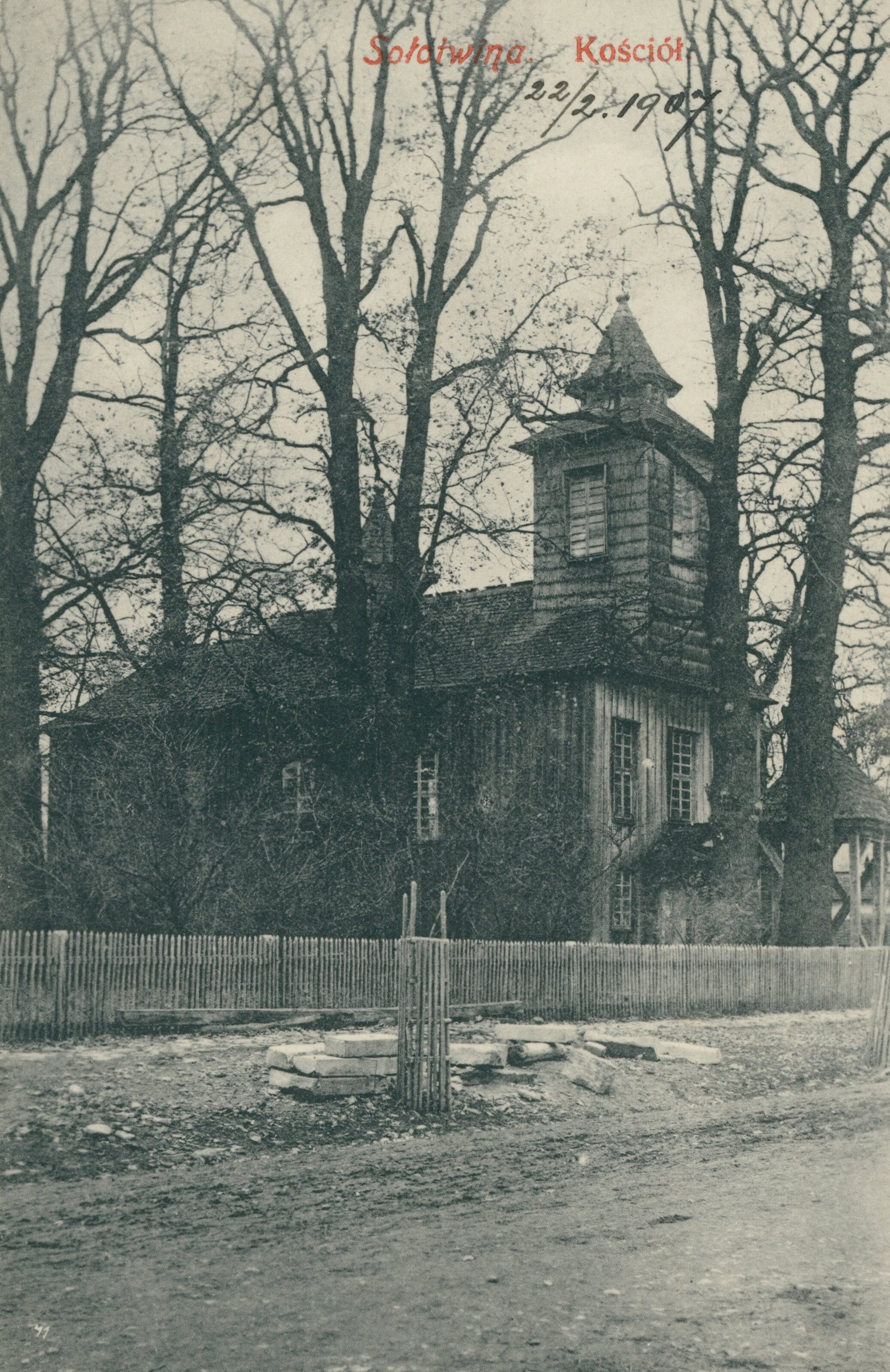
Kościół w Sołotwinie, 1907
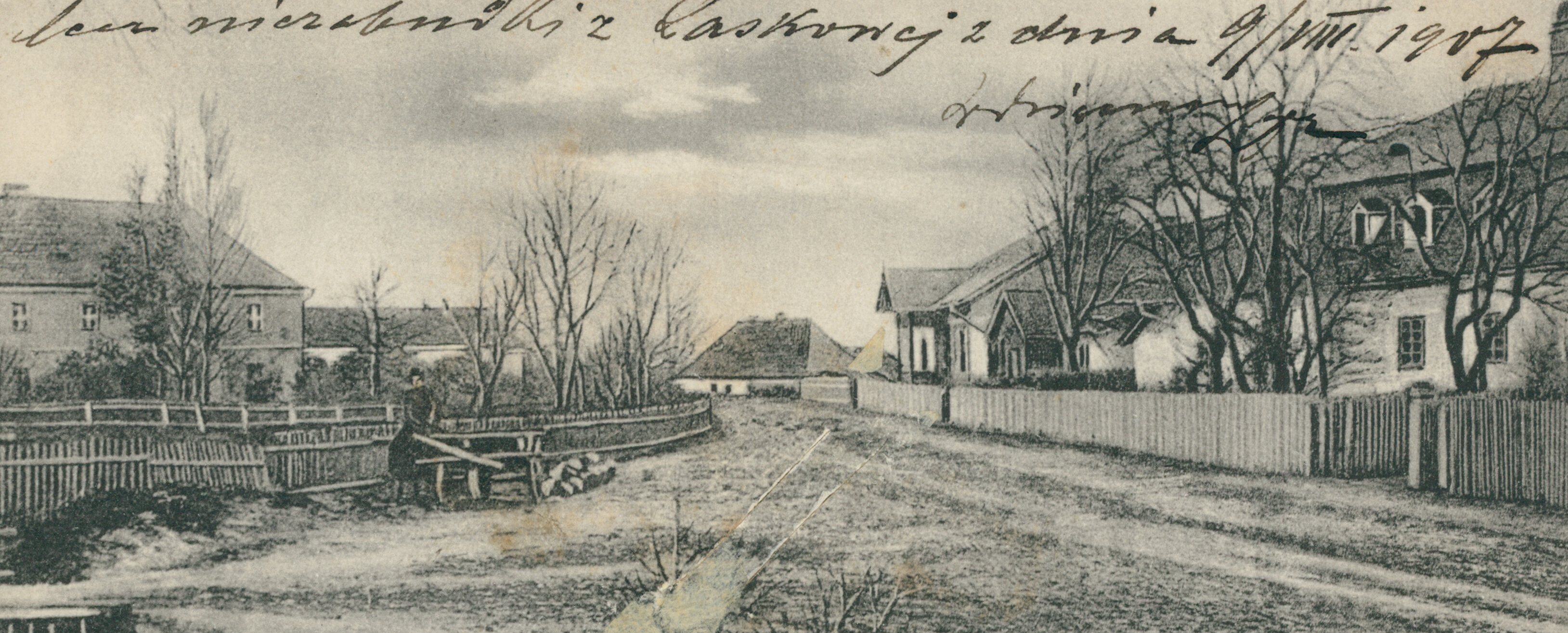
Ulica Sądowa, 1907
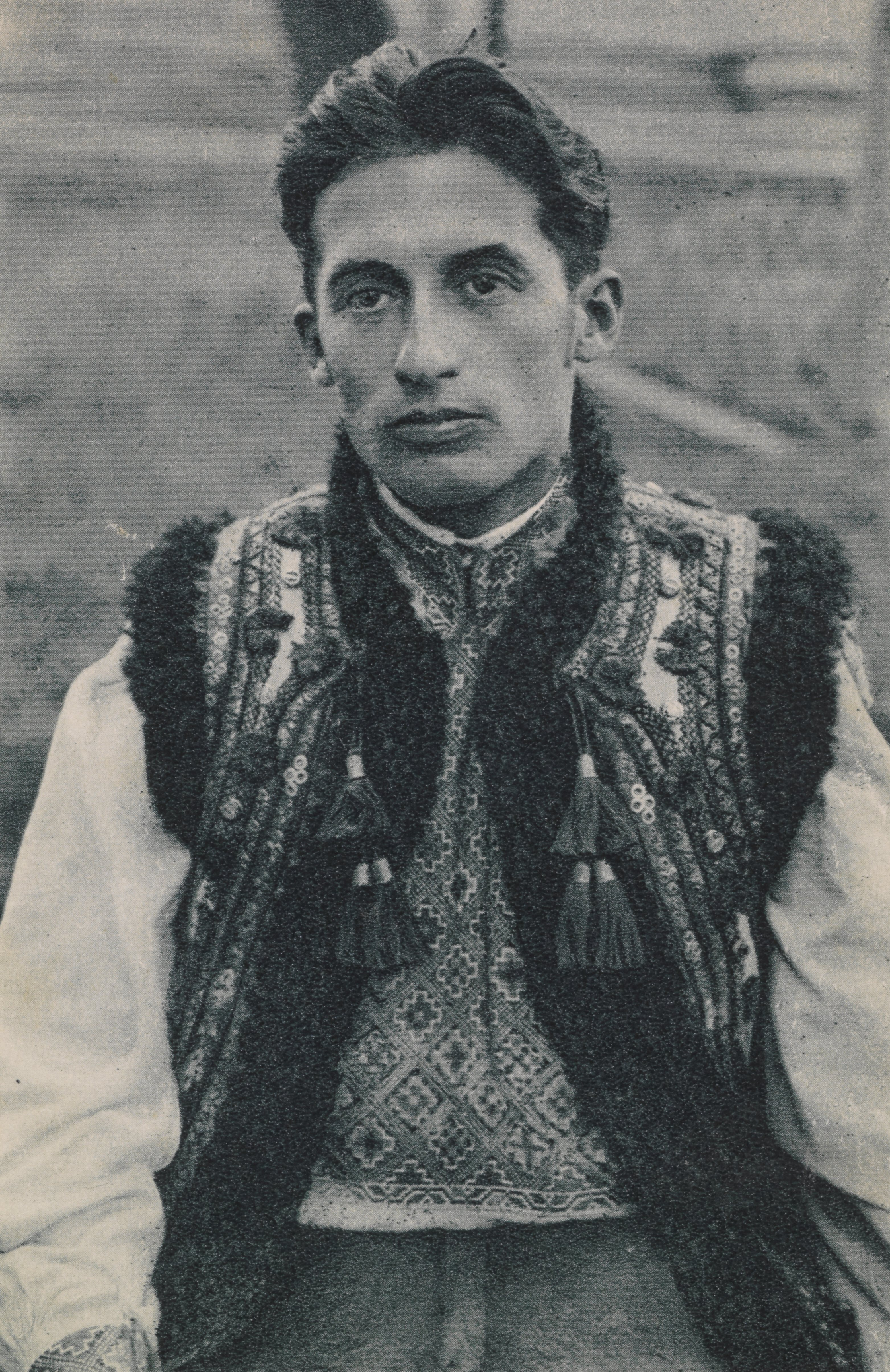
Młody hucuł, przed 1939

## Zabytki
W miejscowości znajduje się m.in. zrujnowany cmentarz żydowski oraz dawny kościół rzymskokatolicki, obecnie cerkiew greckokatolicka. 

## Ludzie
Urodził się tu Antoni Jan Józef Żurakowski – pułkownik dyplomowany piechoty Wojska Polskiego, kawaler Orderu Virtuti Militari.